# Paris, Maine
Paris är en kommun i delstaten Maine i USA. Kommunen är administrativ huvudort i Oxford County. Invånarna uppmättes 2010 till 5 183 i antalet.

### Fotnoter
1. ↑  ”Find a Country” (på engelska). NACO. http://www.naco.org/Counties/Pages/FindACounty.aspx. Läst 22 maj 2014.
2. ↑  ”Community Facts” (på engelska). American Factfinder. 13 mars 2010. Arkiverad från originalet den 10 december 2014. https://web.archive.org/web/20141210041242/http://factfinder2.census.gov/faces/nav/jsf/pages/community_facts.xhtml. Läst 22 maj 2014.